# لاتین‌نویسی ییل برای کانتونی
لاتین‌نویسی ییل برای کانتونی تلاشی بود که از سوی جرارد پی. کاک و پارکر پو-فی هوآنگ برای کتابشان به نام کانتونی صحبت کنید در ۱۹۵۲ صورت گرفت هرچند که کتاب در ۱۹۵۸ منتشر شد. برخلاف لاتین‌نویسی ییل برای ماندارین، روش پیشنهادی آنها همچنان مورد توجه است و در واژه‌نامه‌ها و کتاب‌ها بویژه برای زبان آموزان کانتونی معیار بسیار کاربرد دارد. روش پیشنهادی آنها با پین‌یین، شباهت‌هایی دارد.